# Notholirion thomsonianum
Notholirion thomsonianum är en liljeväxtart som först beskrevs av John Forbes Royle, och fick sitt nu gällande namn av Otto Stapf. Notholirion thomsonianum ingår i släktet Notholirion och familjen liljeväxter. Inga underarter finns listade.

## Bildgalleri

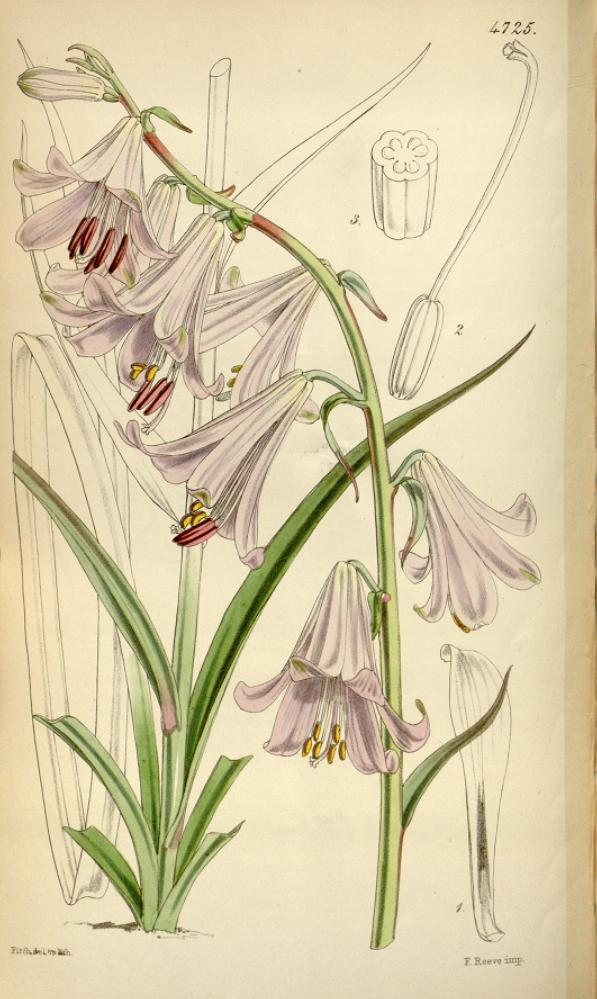